# Sam van Nunen
Sam van Nunen (Veghel, 15 marzo 2001) è una nuotatrice olandese.

## Biografia
Nel 2025, ai mondiali in vasca lunga di Singapore, si aggiudica la medaglia di bronzo nella staffetta 4x100 metri stile libero.

## Palmarès
- Mondiali

Singapore 2025: bronzo nella 4x100m sl.